# Chełm
Chełm (udtale: [xɛwm]; ukrainsk: Холм (Kholm); tysk: Cholm; Yiddish: כעלם (Khelm) er en by og hjemsted for et bydistrikt i det sydøstlige Polen. Den ligger i voivodskabet Lublin (Województwo lubelskie) og har 59.546(2021) indbyggere og et areal på	35.28 km². Den ligger sydøst for Lublin, nord for Zamość og syd for Biała Podlaska, ca. 25 km fra grænsen til Ukraine.
Chełm er en industriby, selvom den også byder på adskillige bemærkelsesværdige historiske monumenter og turistattraktioner i den gamle bydel. Dens navn kommer fra ordet protoslavisk xъlmъ, en bakke, med henvisning til Wysoka Górka fæstning. Chełm var engang et multikulturelt og religiøst centrum befolket af katolikker, østortodokse kristne, protestanter og jøder. Befolkningen blev homogeniseret efter 2. verdenskrig.